# Дангремон, Эжен Морис
Эжен Морис Дангремон (фр. Eugène-Maurice Dengremont, порт. Eugênio Maurício Dengremont; 19 марта 1866, Рио-де-Жанейро — 4 сентября 1893, Сан-Николас-де-лос-Арройос) — бразильский скрипач французского происхождения.
Начал учиться музыке у своего отца, работавшего в Бразилии французского музыканта. В восьмилетнем возрасте успешно выступил с бразильским оркестром. Затем учился в Париже у Юбера Леонара. В 1879 г. он выступил с концертом в лондонском Хрустальном дворце, затем предпринял турне по Германии и Дании, в котором ему аккомпанировал нидерландский пианист Хуберт де Бланк. В апреле 1880 г. Дангремон в сопровождении де Бланка вернулся в Латинскую Америку; на протяжении полугода они выступали в Бразилии и Аргентине, в том числе в буэнос-айресском театре «Колон» и в Рио-де-Жанейро при дворе императора Педро II. В 1881 г. выступил в Нью-Йорке, заслужив восторженный отзыв прессы. Позднее, в 1887—1888 гг., Дангремон концертировал по Бразилии и Аргентине вместе с польским пианистом Густавом Левитой.
Как отмечал Генри Чарлз Лахи, Дангремон был одним из самых многообещающих юных скрипачей столетия; его сравнивали с Сарасате и Вильгельми, но в конце концов он, к разочарованию своих поклонников, так и не развился в исполнителя такого уровня.